# 藤沢市立長後小学校
藤沢市立長後小学校（ふじさわしりつ ちょうごしょうがっこう）は、神奈川県藤沢市長後にある公立小学校である。日本語を第2言語とする児童のための国際教室を併設している。

## 沿革
（沿革節の主要な出典は公式サイト）
- 1952年（昭和27年）10月1日 - 高座郡渋谷町立南小学校として開校、児童数652名。
- 1955年（昭和30年）4月5日 - 長後・高倉地区が藤沢市に合併され藤沢市立長後小学校と改称。
- 1959年（昭和34年）4月1日 - 学校給食実施。
- 1965年（昭和40年）2月3日 - プレハブ教室建築、校歌制定（作詞/沼上敏明、作曲/山口博）。
- 1967年（昭和42年）4月1日 - 富士見台小学校開校し、下土棚、長後西部の児童282名が新設校に移り、児童数973名となる。
- 1968年（昭和43年）6月10日 - 鉄筋校舎完成。6月10日を開校記念日に制定。
- 1973年（昭和48年）4月3日 - 湘南台小学校の開校し、179名が新設校に移り、児童数1076名となる。
- 1993年（平成5年）4月1日 - 国際教室開始 。
- 1999年（平成11年）6月17日 - 児童学習用コンピュータ設置。
- 2007年（平成19年）5月6日 - 北校舎東階段障害者用手すり設置。
- 2008年（平成20年）4月4日 - 児童数938名、校舎耐震工事完了。
- 2012年（平成24年）5月1日 - 国際教室20名となる。
- 2013年（平成25年）3月 - 児童数の増加によりプレハブ教室設置。

## 教育目標
- 心豊かに、生き生きと活動する子[3]

## 学区
- 長後677〜2055の一部
- 高倉の一部[4]

## 進学先
- 藤沢市立長後中学校 - 長後地区から通う児童の進学先
- 藤沢市立高倉中学校 - 高倉地区から通う児童の進学先

## アクセス
- 小田急・江ノ島線長後駅より徒歩10分[1]

## 著名な出身者
- 星野剛士（政治家、衆議院議員）